# Damerow (Havelberg)
Damerow ist ein Ortsteil der Hansestadt Havelberg im Landkreis Stendal in Sachsen-Anhalt.

## Geographie
Der Ort liegt zehn Kilometer ostsüdöstlich von Havelberg. Die Nachbarorte sind Waldfrieden im Norden, Voigtsbrügge und Joachimshof im Nordosten, Babe im Osten, Rübehorst, Buchhorst und Scheunstelle im Südosten, Strodehne im Süden, Wendisch Kirchhof und Vehlgast im Südwesten, Jederitz im Westen sowie Klein-Damerow im Nordwesten.